# Villiers (Val-de-Ruz)
Villiers (toponimo francese) è una frazione di 497 abitanti del comune svizzero di Val-de-Ruz (Canton Neuchâtel).

## Geografia fisica
Villiers si trova all'estremità nordorientale della valle Val-de-Ruz formata dal fiume Le Seyon, a nord del lago di Neuchâtel, ai piedi del monte Chaumont.

## Storia
Già comune autonomo che si estendeva per 10,59 km² e che comprendeva anche la frazione di Clémesin, in seguito all'esito favorevole del referendum del 27 novembre 2011 il 1º gennaio 2013 è stato aggregato agli altri comuni soppressi di Boudevilliers, Cernier, Chézard-Saint-Martin, Coffrane, Dombresson, Engollon, Fenin-Vilars-Saules, Fontainemelon, Fontaines, Le Pâquier, Les Geneveys-sur-Coffrane, Les Hauts-Geneveys, Montmollin e Savagnier per formare il nuovo comune di Val-de-Ruz.

## Società

### Evoluzione demografica
L'evoluzione demografica è riportata nella seguente tabella:
Abitanti censiti

## Economia
L'economia locale si basa prevalentemente sull'agricoltura e sull'artigianato; dagli anni 1980 Villiers è divenuto un paese residenziale.